# Coolcam Turlough SAC
Coolcam Turlough SAC este o arie protejată (arie specială de conservare — SAC, sit de importanță comunitară — SCI) din Irlanda întinsă pe o suprafață de 136,76 ha, integral pe uscat.

## Localizare
Centrul sitului Coolcam Turlough SAC este situat la coordonatele 53°41′12″N 8°38′30″W / 53.686583°N 8.641698°V.

## Înființare
Situl Coolcam Turlough SAC a fost declarat sit de importanță comunitară în noiembrie 1997 pentru a proteja 3 specii de animale. Situl a fost protejat și ca arie specială de conservare în noiembrie 2017.

## Biodiversitate
Situată în ecoregiunea atlantică, aria protejată conține 1 habitat natural: Turlough.
La baza desemnării sitului se află mai multe specii protejate de  păsări (3): rață mare (Anas platyrhynchos), fugaci de țărm (Calidris alpina), nagâț (Vanellus vanellus).